# جيمس هاردي (مجدف)
جيمس هاردي (بالإنجليزية: James Hardy)‏ هو مجدف أمريكي، ولد في 15 يناير 1923 في سان فرانسيسكو في الولايات المتحدة، وتوفي في 20 سبتمبر 1986 في Princeville, Hawaii ‏ في الولايات المتحدة.

## وصلات خارجية
- جيمس هاردي على موقع الاتحاد الدولي للتجديف (الإنجليزية)
- جيمس هاردي على موقع اللجنة الأولمبية الدولية (الإنجليزية)
- جيمس هاردي على موقع أوليمبيديا (الإنجليزية)